# Campeonato Paranaense de Futsal - Terceira Divisão
O Campeonato Paranaense de Futsal – Terceira Divisão, cujo nome usual é Chave Bronze, equivale ao terceiro nível do futsal paranaense, sua organização é de competência da Federação Paranaense de Futsal.
A competição foi idealizada em meio à evolução do futsal no estado, na década de 90, período que surgiram novos clubes, com o intuito de disputar os campeonatos profissionais da FPFS, porém não tinham condições de ingressar diretamente na Chave Prata, que na época já tinha alcançado um alto nível. Além disso, para não causar um acúmulo de equipes, e também evitar o desnivelamento técnico, foi criada uma nova divisão para acomodar as novas agremiações, nascia assim a Chave Bronze. A primeira edição foi disputada em 1998, com vitória do Pinhão Futsal, da cidade de Pinhão. Ao longo de suas edições o torneio se firmou como um dos mais tradicionais do Paraná, sendo realizado ininterruptamente desde a primeiro ano de criação.
A Chave Bronze junto a Ouro e a Prata, qualificam o Paranaense como o melhor estadual do Brasil, segundo a Confederação Brasileira de Futsal.

## Participantes em2014
| Clube               | Cidade           | Em 2013 | Ginásio                       | Títulos        |
| ------------------- | ---------------- | ------- | ----------------------------- | -------------- |
| Astorga             | Astorga          | Inativo | Complexo Esportivo de Astorga | 0 (não possui) |
| BEC                 | Guarapuava       | Inativo | Ginásio Santa Terezinha       | 0 (não possui) |
| Cambé               | Cambé            | 5º      | Edilson Carlos Marigo         | 0 (não possui) |
| Colégio Londrinense | Londrina         | Inativo | Colégio Londrinense           | 1 (2011)       |
| Corbélia            | Corbélia         | Inativo | José Richa                    | 0 (não possui) |
| Figa's Araucária    | Araucária        | Inativo | Joval de Paula Souza          | 0 (não possui) |
| Ibiporã             | Ibiporã          | Inativo | Munhecão                      | 0 (não possui) |
| Irati               | Irati            | Inativo | Batatão                       | 1 (2002)       |
| Jacarezinho         | Jacarezinho      | 8º      | Cássio Arantes Pereira        | 0 (não possui) |
| Jardim Alegre       | Jardim Alegre    | Inativo | SESC de Ivaiporã              | 0 (não possui) |
| Missal              | Missal           | Inativo | 25 de Julho                   | 0 (não possui) |
| Nova Esperança      | Nova Esperança   | Inativo | Bruno César Benatti           | 0 (não possui) |
| Palmas              | Palmas           | Inativo | Monsenhor Engelberto          | 0 (não possui) |
| Paranaguá           | Paranaguá        | Inativo | Albertina Salmon              | 0 (não possui) |
| Pitanga             | Pitanga          | Inativo | Lôlo Cleve Filho              | 1 (2009)       |
| Salto do Lontra     | Salto do Lontra  | Inativo | Vermelhão                     | 0 (não possui) |
| Pro Tork Futsal     | Siqueira Campos  | Inativo | Raulino Ceccon                | 0 (não possui) |
| Toledo              | Toledo           | Inativo | Alcides Pan                   | 0 (não possui) |
| Vale do Ivaí        | São João do Ivaí | Inativo | Batatão                       | 0 (não possui) |

## Campeões[3]
| Edição                     | Ano             | Campeão                   | Vice-campeão              |
| -------------------------- | --------------- | ------------------------- | ------------------------- |
| 1ª                         | 1998 (detalhes) | Pinhão                    | não disponível            |
| 2ª                         | 1999 (detalhes) | Compensados V.J.          | Beltrão Futsal            |
| 3ª                         | 2000 (detalhes) | União da Vitória          | não disponível            |
| 4ª                         | 2001 (detalhes) | Copagril                  | Tuiuti                    |
| 5ª                         | 2002 (detalhes) | Irati                     | Arapoti                   |
| 6ª                         | 2003 (detalhes) | Tuiuti                    | Santa Terezinha de Itaipu |
| 7ª                         | 2004 (detalhes) | Arapongas                 | Olimpick                  |
| 8ª                         | 2005 (detalhes) | Santa Paula               | Grêmio Londrinense        |
| 9ª                         | 2006 (detalhes) | Pato Bragado              | Capitão Leônidas Marques  |
| 10ª                        | 2007 (detalhes) | Santo Antônio do Sudoeste | Goioerê                   |
| 11ª                        | 2008 (detalhes) | Clube dos Trinta          | Ajofi                     |
| 12ª                        | 2009 (detalhes) | Pitanga                   | Santa Isabel              |
| 13ª                        | 2010 (detalhes) | Clube Verde               | Toledo                    |
| 14ª                        | 2011 (detalhes) | Colégio Londrinense       | Ivaiporã                  |
| 15ª                        | 2012 (detalhes) | Renascença                | Matelândia                |
| 16ª                        | 2013 (detalhes) | Rebouças                  | Caramuru                  |
| 17ª                        | 2014 (detalhes) | A definir                 | A definir                 |
| Não disputados 2015 a 2022 |                 |                           |                           |
| 18ª                        | 2023 (detalhes) | Terra Boa                 | Paraná Clube              |
| 19ª                        | 2024 (detalhes) | ?                         | ?                         |

### Títulos por equipe
| Clube                     | Cidade                    | Títulos        | Vices          |
| ------------------------- | ------------------------- | -------------- | -------------- |
| Tuiuti                    | Cascavel                  | 1 (2003)       | 1 (2001)       |
| Pinhão                    | Pinhão                    | 1 (1998)       | 0 (não possui) |
| Compensados V.J.          | Imbituva                  | 1 (1999)       | 0 (não possui) |
| União da Vitória          | União da Vitória          | 1 (2000)       | 0 (não possui) |
| Copagril                  | Marechal Cândido Rondon   | 1 (2001)       | 0 (não possui) |
| Irati                     | Irati                     | 1 (2002)       | 0 (não possui) |
| Arapongas                 | Arapongas                 | 1 (2004)       | 0 (não possui) |
| Santa Paula               | Ponta Grossa              | 1 (2005)       | 0 (não possui) |
| Pato Bragado              | Pato Bragado              | 1 (2006)       | 0 (não possui) |
| Santo Antônio do Sudoeste | Santo Antônio do Sudoeste | 1 (2007)       | 0 (não possui) |
| Clube dos Trinta          | Marialva                  | 1 (2008)       | 0 (não possui) |
| Pitanga                   | Pitanga                   | 1 (2009)       | 0 (não possui) |
| Clube Verde               | Ponta Grossa              | 1 (2010)       | 0 (não possui) |
| Colégio Londrinense       | Londrina                  | 1 (2011)       | 0 (não possui) |
| Renascença                | Renascença                | 1 (2012)       | 0 (não possui) |
| Rebouças                  | Rebouças                  | 1 (2013)       | 0 (não possui) |
| Arapoti                   | Arapoti                   | 0 (não possui) | 1 (2002)       |
| Santa Terezinha de Itaipu | Santa Terezinha de Itaipu | 0 (não possui) | 1 (2003)       |
| Olimpick                  | Ponta Grossa              | 0 (não possui) | 1 (2004)       |
| Grêmio Londrinense        | Londrina                  | 0 (não possui) | 1 (2005)       |
| Capitão Leônidas Marques  | Capitão Leônidas Marques  | 0 (não possui) | 1 (2006)       |
| Goioerê                   | Goioerê                   | 0 (não possui) | 1 (2007)       |
| Ajofi                     | Foz do Iguaçu             | 0 (não possui) | 1 (2008)       |
| Santa Isabel              | Santa Isabel do Ivaí      | 0 (não possui) | 1 (2009)       |
| Toledo                    | Toledo                    | 0 (não possui) | 1 (2010)       |
| Ivaiporã                  | Ivaiporã                  | 0 (não possui) | 1 (2011)       |
| Matelândia                | Matelândia                | 0 (não possui) | 1 (2012)       |
| Caramuru                  | Castro                    | 0 (não possui) | 1 (2013)       |

### Títulos por cidade
| Cidade                    | Títulos         | Vices          |
| ------------------------- | --------------- | -------------- |
| Ponta Grossa              | 2 (2005 e 2010) | 1 (2004)       |
| Cascavel                  | 1 (2003)        | 1 (2001)       |
| Londrina                  | 1 (2011)        | 1 (2005)       |
| Curitiba                  | 1 (1995)        | 0 (não possui) |
| Pinhão                    | 1 (1998)        | 0 (não possui) |
| Imbituva                  | 1 (1999)        | 0 (não possui) |
| União da Vitória          | 1 (2000)        | 0 (não possui) |
| Marechal Cândido Rondon   | 1 (2001)        | 0 (não possui) |
| Irati                     | 1 (2002)        | 0 (não possui) |
| Arapongas                 | 1 (2004)        | 0 (não possui) |
| Pato Bragado              | 1 (2006)        | 0 (não possui) |
| Santo Antônio do Sudoeste | 1 (2007)        | 0 (não possui) |
| Marialva                  | 1 (2008)        | 0 (não possui) |
| Pitanga                   | 1 (2009)        | 0 (não possui) |
| Renascença                | 1 (2012)        | 0 (não possui) |
| Rebouças                  | 1 (2013)        | 0 (não possui) |
| Arapoti                   | 0 (não possui)  | 1 (2002)       |
| Santa Terezinha de Itaipu | 0 (não possui)  | 1 (2003)       |
| Capitão Leônidas Marques  | 0 (não possui)  | 1 (2006)       |
| Goioerê                   | 0 (não possui)  | 1 (2007)       |
| Foz do Iguaçu             | 0 (não possui)  | 1 (2008)       |
| Santa Isabel do Ivaí      | 0 (não possui)  | 1 (2009)       |
| Toledo                    | 0 (não possui)  | 1 (2010)       |
| Ivaiporã                  | 0 (não possui)  | 1 (2011)       |
| Matelândia                | 0 (não possui)  | 1 (2012)       |
| Castro                    | 0 (não possui)  | 1 (2013)       |